# Biserica de lemn din Străoane de Sus
Biserica de lemn din Străoane de Sus este un monument istoric aflat pe teritoriul satului desființat Străoane de Sus, comuna Străoane. În Repertoriul Arheologic Național, monumentul apare cu codul 177806.01.

## Galerie

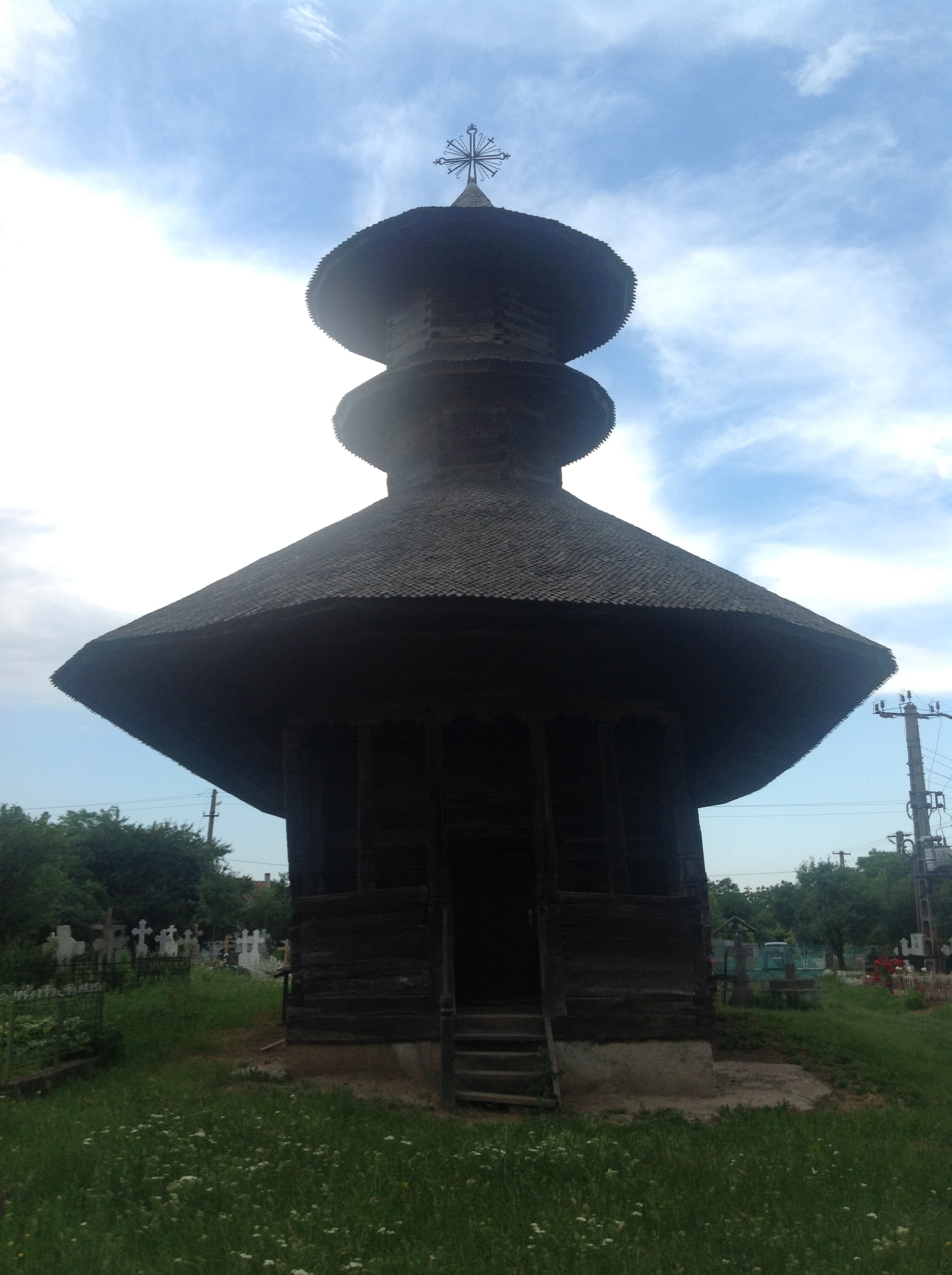
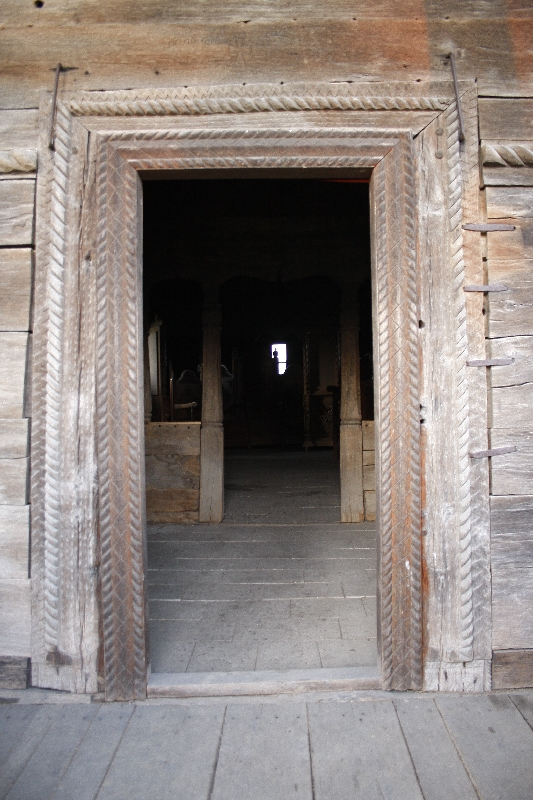
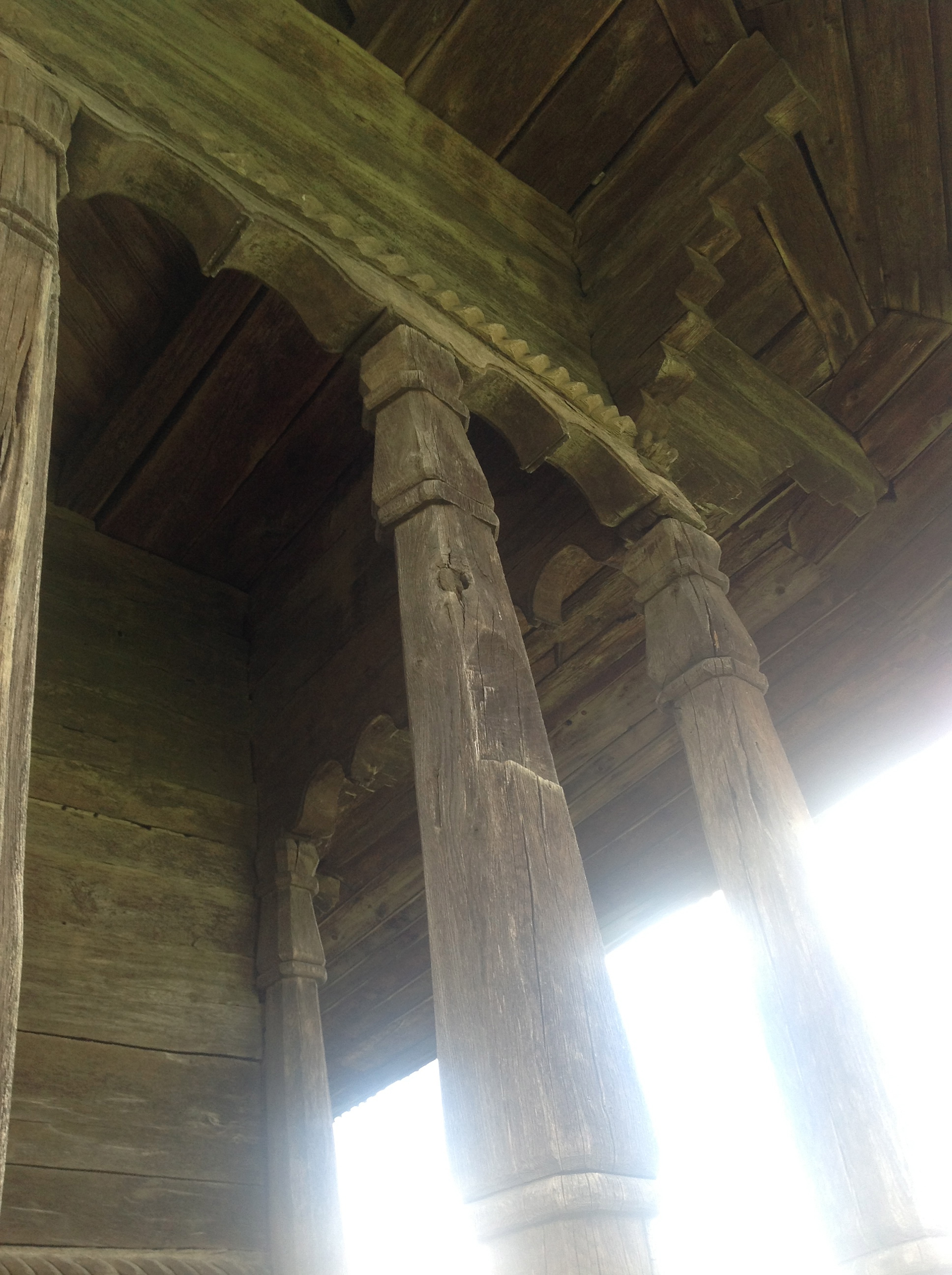
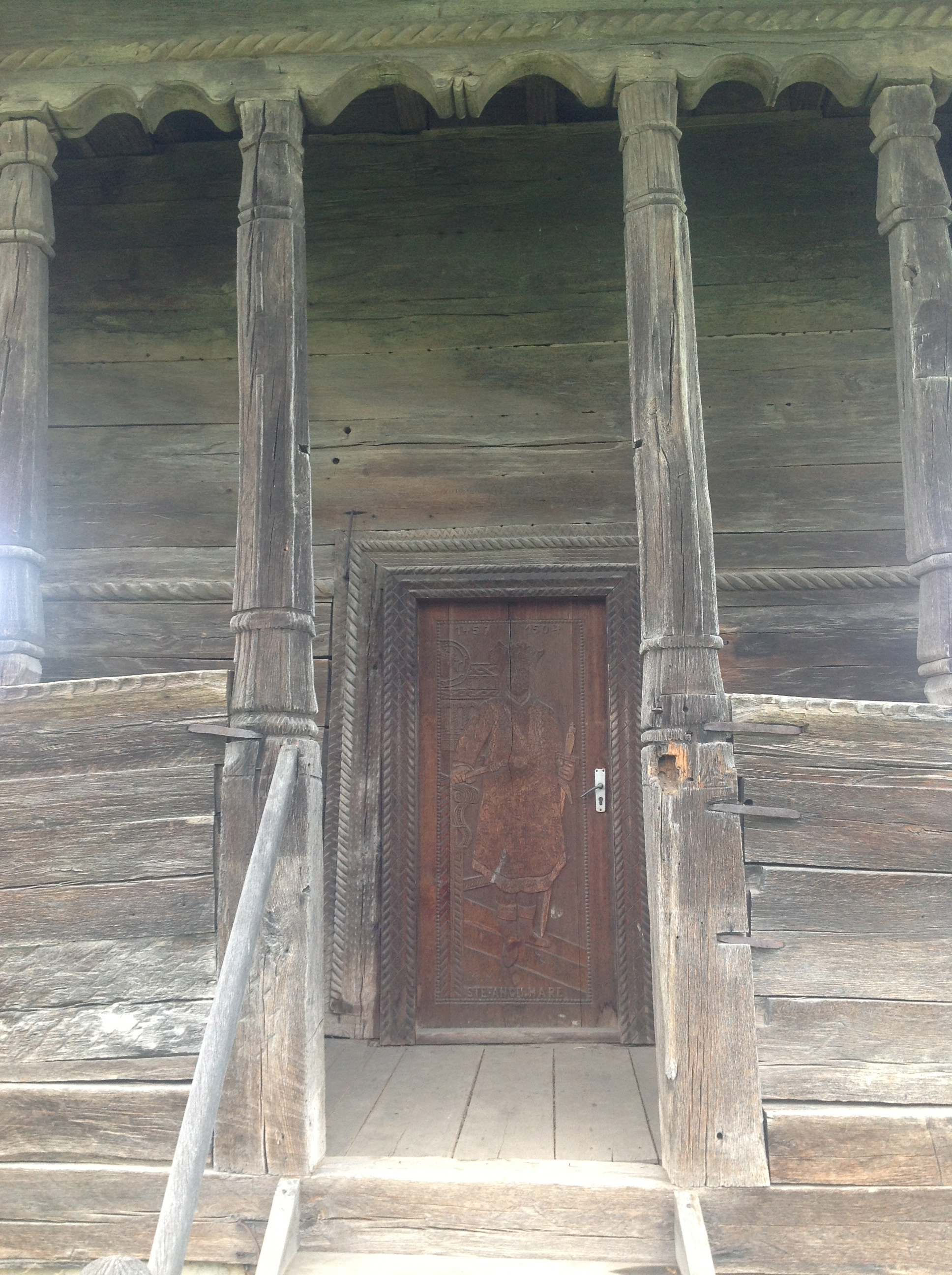
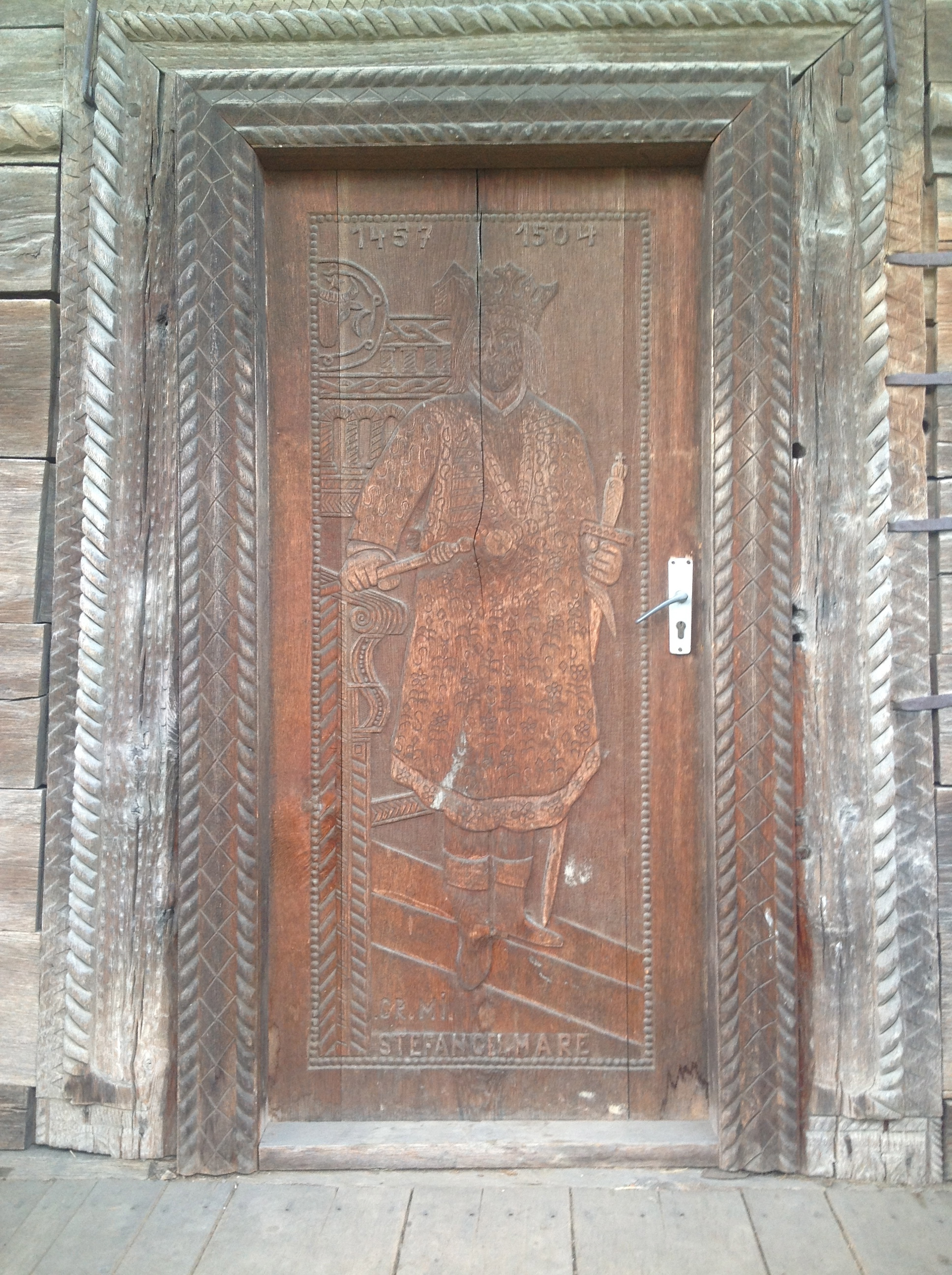
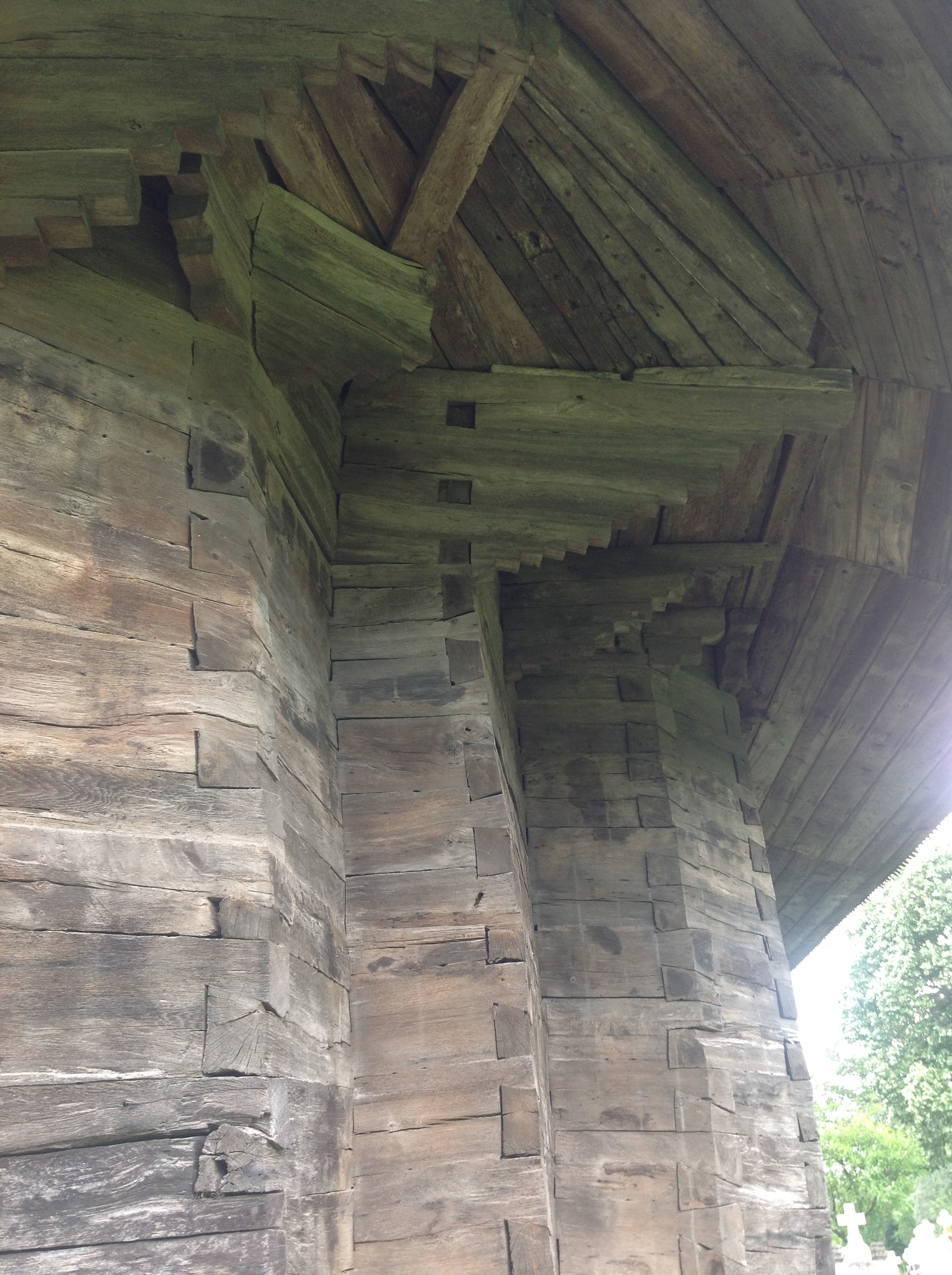
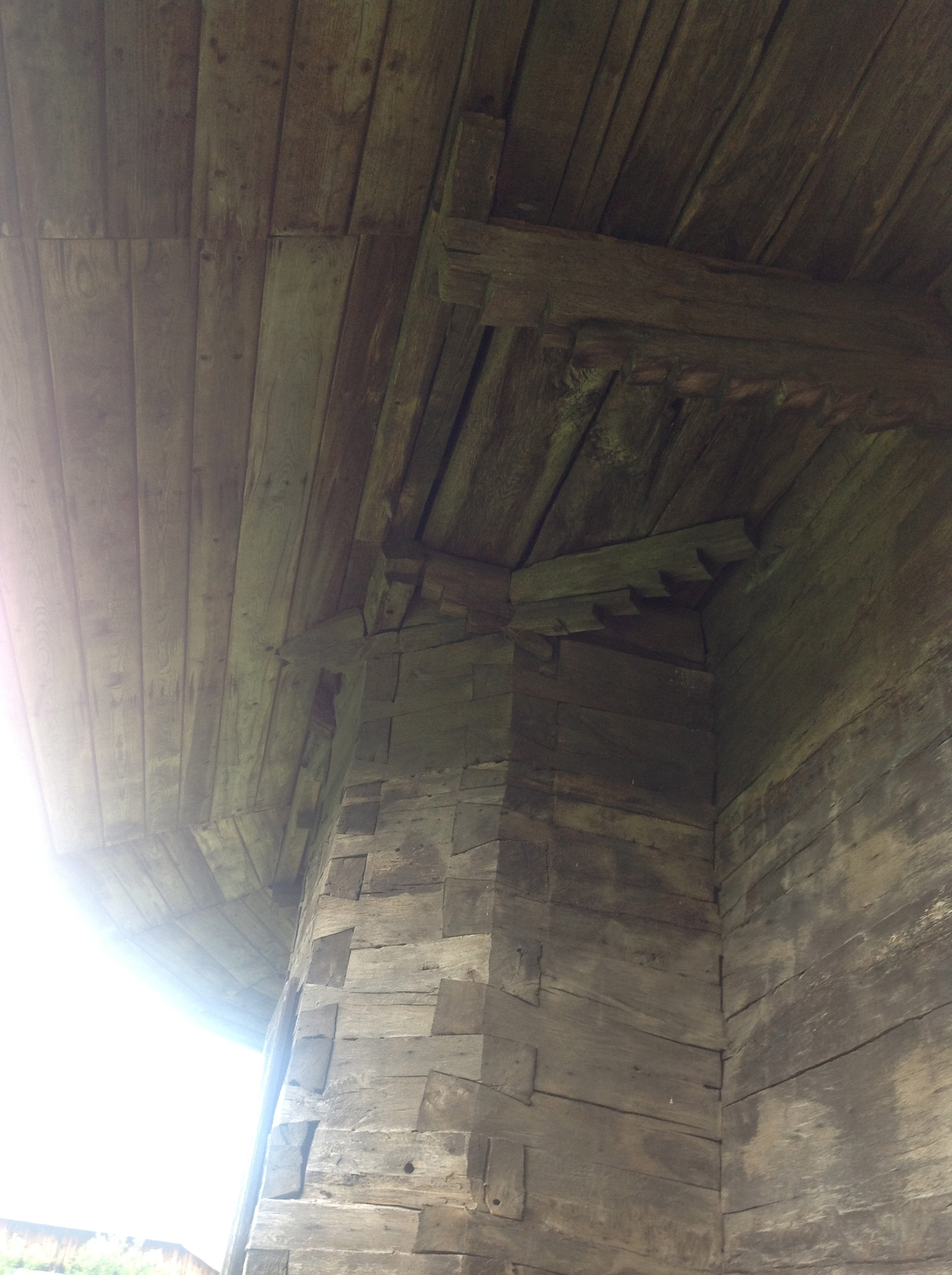
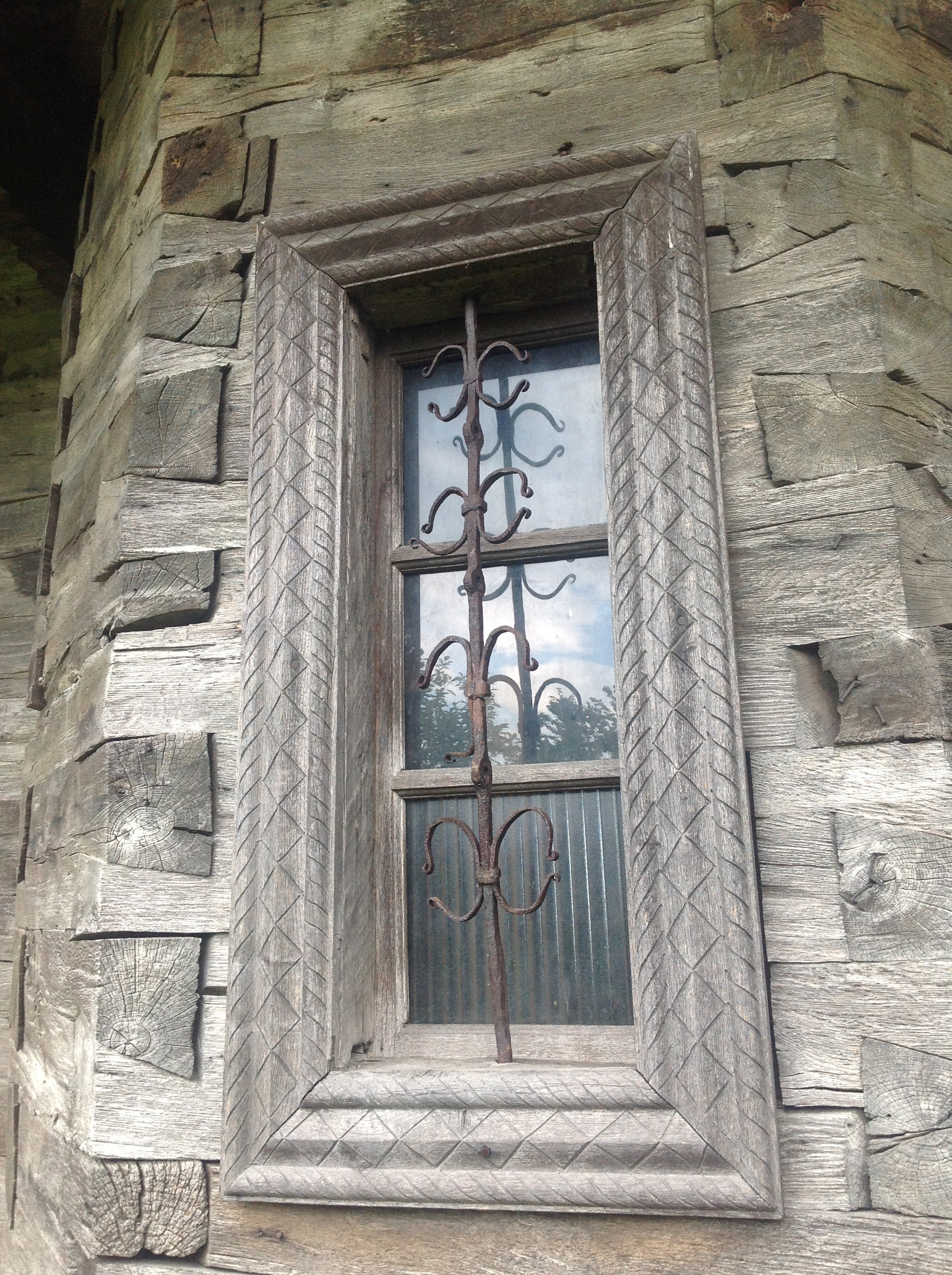